# Scheffelsaat
Scheffelsaat ist eine Ackerfläche, für die ein Scheffel (ein Volumenmaß) Getreidekörner als Aussaat erforderlich war. Es handelt sich um ein altes Flächenmaß in regional unterschiedlicher Größe. 

## Bedeutung in deutschen Ländern
In Lippe entsprach ein Scheffelsaat der Fläche von 1717 Quadratmeter oder ⅔ Morgen, im Westmünsterland der Fläche von 1418 m². In Hamburg wurde der Scheffel Landes mit 4.204,7 m² gerechnet. Im Fürstentum Osnabrück waren es 1.179 m². Das ist jeweils etwa die Fläche, die mit einem Scheffel Getreidesaat eingesät werden konnte. Die Unterschiede in den Größen ergeben sich zum Teil aus der regional unterschiedlichen Größe des Volumenmaßes und zum anderen Teil daraus, dass die Böden unterschiedlich ertragreich waren.
- 5 Scheffelsaat = 1 Morgen (hollän.) = 2 Morgen (preuß.) = 2 Marset = 8 Müdset = 600 Ruten (gemeint sind Quadratruten)
- 4 Scheffelsaat = 2 Morgen (kleine hollän.) = 480 Ruten (gemeint sind Quadratruten) = 1 maldratum (Maltersaat)[4]

In Sachsen hingegen war im Jahr 1781 ein Saatscheffel 2.767 Quadratmeter groß. Außerdem gab es in Sachsen zwei weitere Scheffel-Flächenmaße: Landscheffel = 27,7 m², Straßenscheffel = 39,4 m².